# Pampa Aullagas
Pampa Aullagas è un comune (municipio in spagnolo) della Bolivia nella provincia di Ladislao Cabrera (dipartimento di Oruro) con 5.287 abitanti (dato 2010).

## Cantoni
Il comune è suddiviso in 3 cantoni.
- Bengal Vinto
- Ichalula
- Pampa Aullagas